# Abraham Zacuto

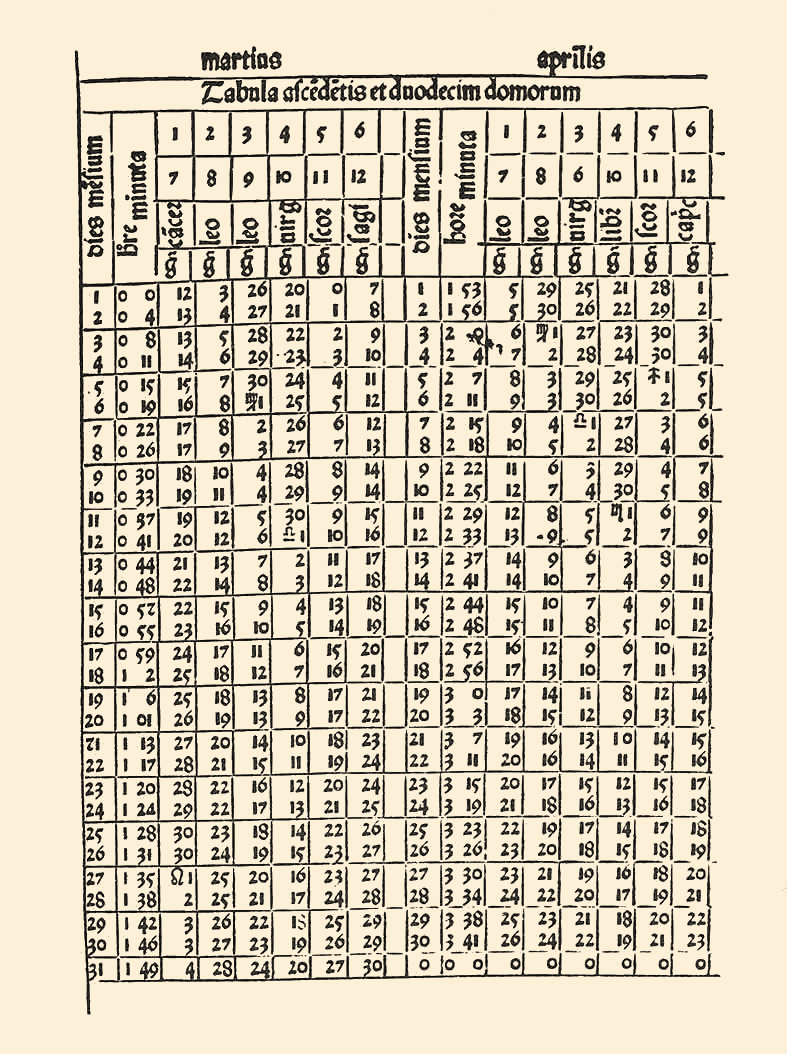
Sida ur Almanach perpetuum

Abraham ben Samuel Zacuto (Sakūt), född i Salamanca, död före 1515, var en spansk astronom av judisk börd.

## Biografi
Zacuto var under senare delen av 1400-talet professor i astronomi i födelsestaden. När judarna fördrevs ur Spanien 1492, flydde han till Portugal, där han blev kung Manuel I:s astronom och kronograf.
Högst i anseende bland Zacutos arbeten stod Juchasin ("Släktledningar"; 1566), ett kronologiskt verk där han framställer den oavbrutna kedjan av judiska lärde från Moses till 1500. Alla följande bibliografer och kronologer i den judiska litteraturen stödjer sig på Zacuto. Vidare märks hans Almanach perpetuum omnium planetarum motuum (1502) och hans astronomiska tavlor (1496).